# (34783) 2001 RB75
2001 RB75 (asteroide 34783) é um asteroide da cintura principal. Possui uma excentricidade de 0.18286930 e uma inclinação de 0.23269º.
Este asteroide foi descoberto no dia 10 de setembro de 2001 por LINEAR em Socorro.